# Roca Roja (Àger)
La Roca Roja és una muntanya de 875 metres que es troba al municipi d'Àger, a la comarca catalana de la Noguera.